# Le Vent (roman)
Pour les articles homonymes, voir Le Vent.
Le Vent, sous-titré Tentative de restitution d'un retable baroque, est un roman de Claude Simon publié le 1er juin 1957 aux éditions de Minuit.

## Éditions
- Le Vent, Les Éditions de Minuit, 1957  (ISBN 270730056X).
- Le Vent, Les Éditions de Minuit, 2013  (ISBN 9782707322746).